# Parc Gorki
Pour les articles homonymes, voir Gorki (homonymie).
Le Parc Central de Culture et de loisirs Maxime Gorki est un parc d'attractions de Moscou. Il est plus connu sous le nom de Parc Gorki, du nom de l'écrivain russe Maxime Gorki.
Le Parc Gorki ouvre en 1928 et se situe à Krimski Val. Il fut créé par le recoupement des jardins du vieil hôpital Golitsine et ceux du Palais Neskoutchni et représente une superficie de 1,2 km2, le long de la Moskova.
Le parc comporte des aires de jeux pour les enfants, des manèges, une grande roue et l'une des maquettes (unités de test) de la navette spatiale Bourane afin de faire participer les enfants à l'« expérience cosmique ».
Pendant l'hiver, les allées se recouvrent d'eau et gèlent, ce qui permet aux gens de patiner autour du parc.
La station de métro la plus proche est Park Koultoury.

## Divers
- Le parc est connu en occident comme le titre du roman Gorky Park (en) de Martin Cruz Smith, qui fut adapté au cinéma (Gorky Park).
- Le groupe de hard rock allemand Scorpions eut un grand succès avec son single Wind of Change, qui fait référence au Parc Gorki, dans la lumière des changements socio-politiques de l'ère post-Guerre froide en Europe de l'Est dans le début des années 1990.
- Un groupe de rock'n'roll russe porte également le nom du parc.

## Incident au parc Gorki
En août 1985, Renaud est invité à Moscou, alors capitale de l'Union soviétique, dans le cadre du Festival mondial des jeunes et des étudiants pour donner une série de concerts.
Lors du deuxième concert organisé au parc Gorki, environ un tiers des 10 000 spectateurs présents se lèvent et quittent les lieux au moment où il entame Déserteur. Renaud apprendra plus tard qu'il s'agissait d'une manœuvre des Jeunesses communistes soviétiques,.
Renaud, fils de communistes fervents, sort profondément blessé et même furieux (« j'ai failli sortir dix fois de scène »). Cet épisode change à jamais sa vision de l'Union soviétique et lui inspirera le texte de la chanson Fatigué, qu'il écrit sur un banc de la place Rouge.

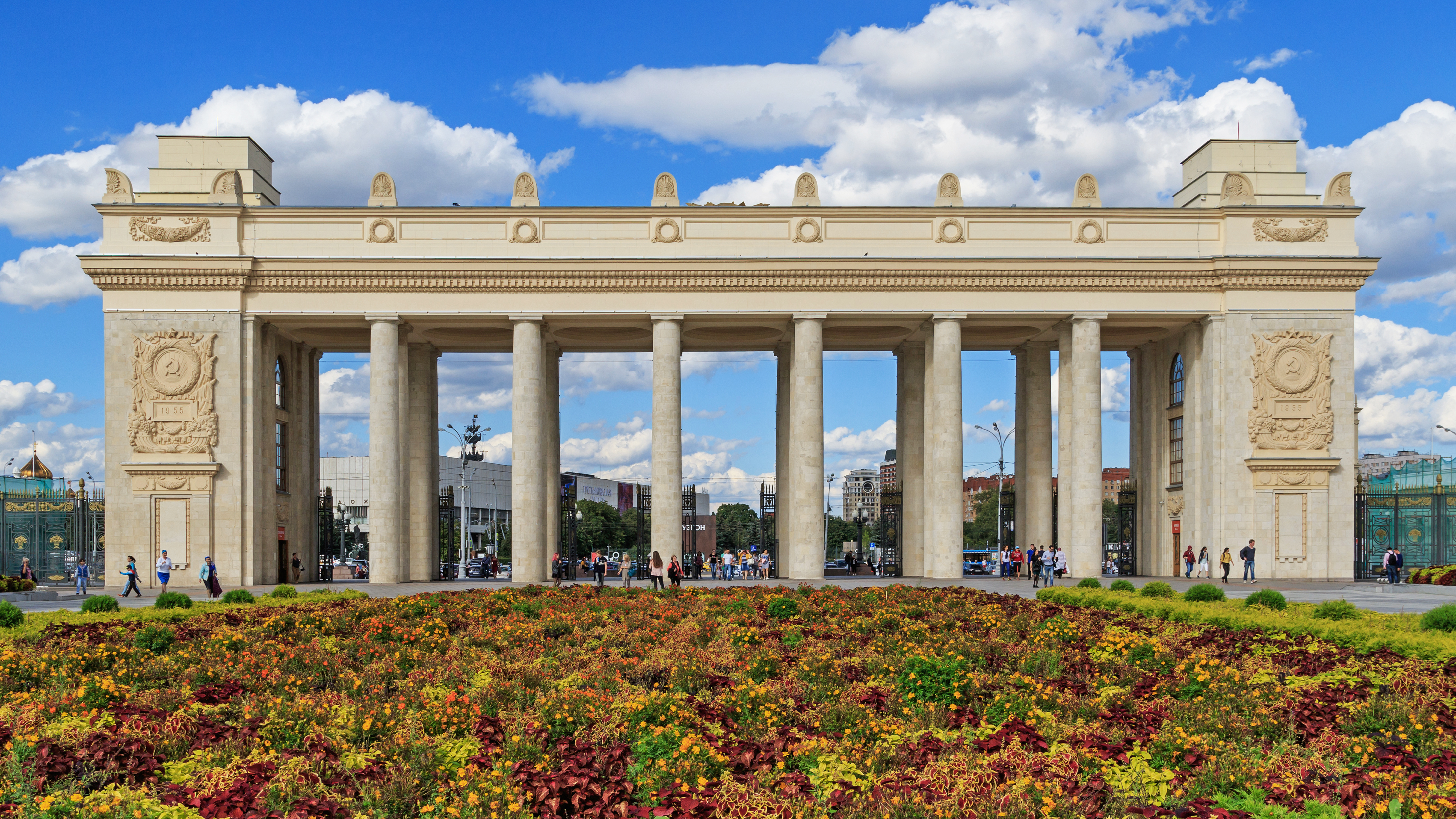
Colonnades à l'entrée du parc Gorki en 2016.